# Camino cubierto

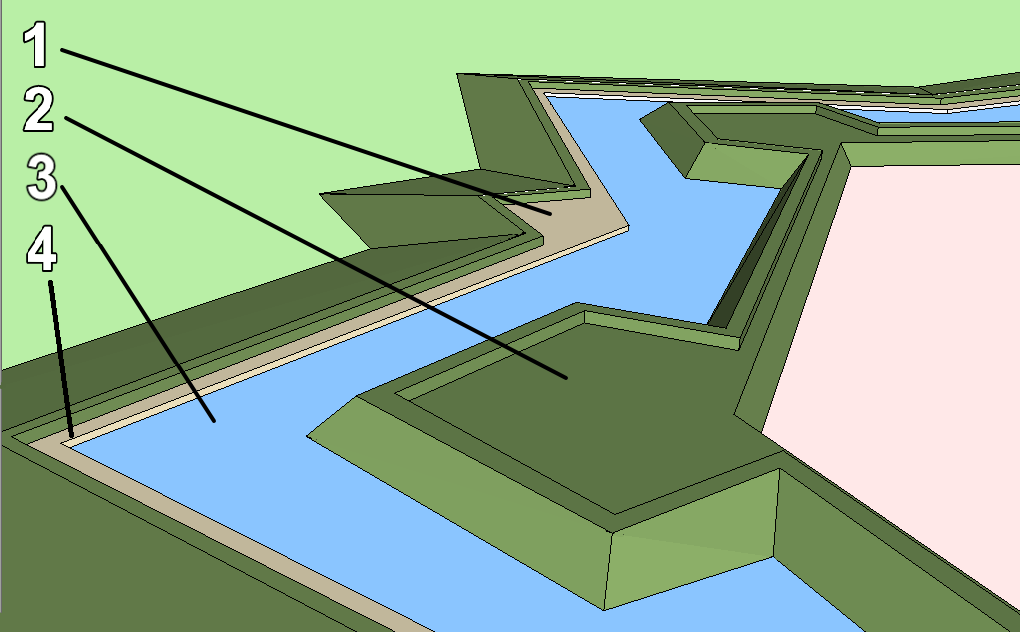
Esquema: 1. Plaza de armas, 2. Bastión, 3. Foso, 4. Camino cubierto.

En una fortificación, un camino cubierto, o estrada cubierta, es el pasillo de circunvalación situado tras el muro exterior del foso, con profundidad suficiente para permitir el tránsito de la guarnición al amparo del fuego directo del enemigo.

## Descripción

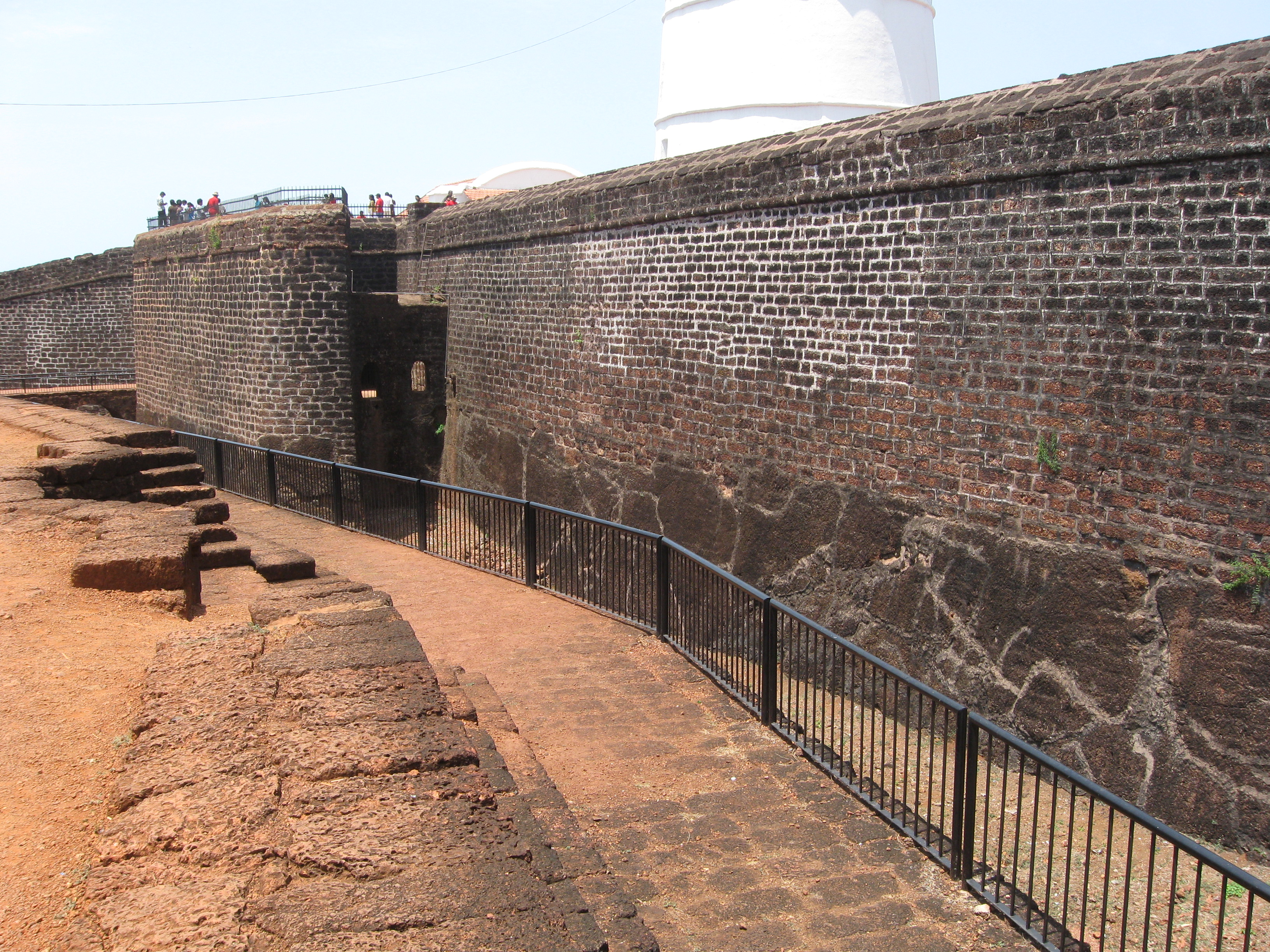
Camino cubierto en la fortaleza de Aguada, en Goa (India).

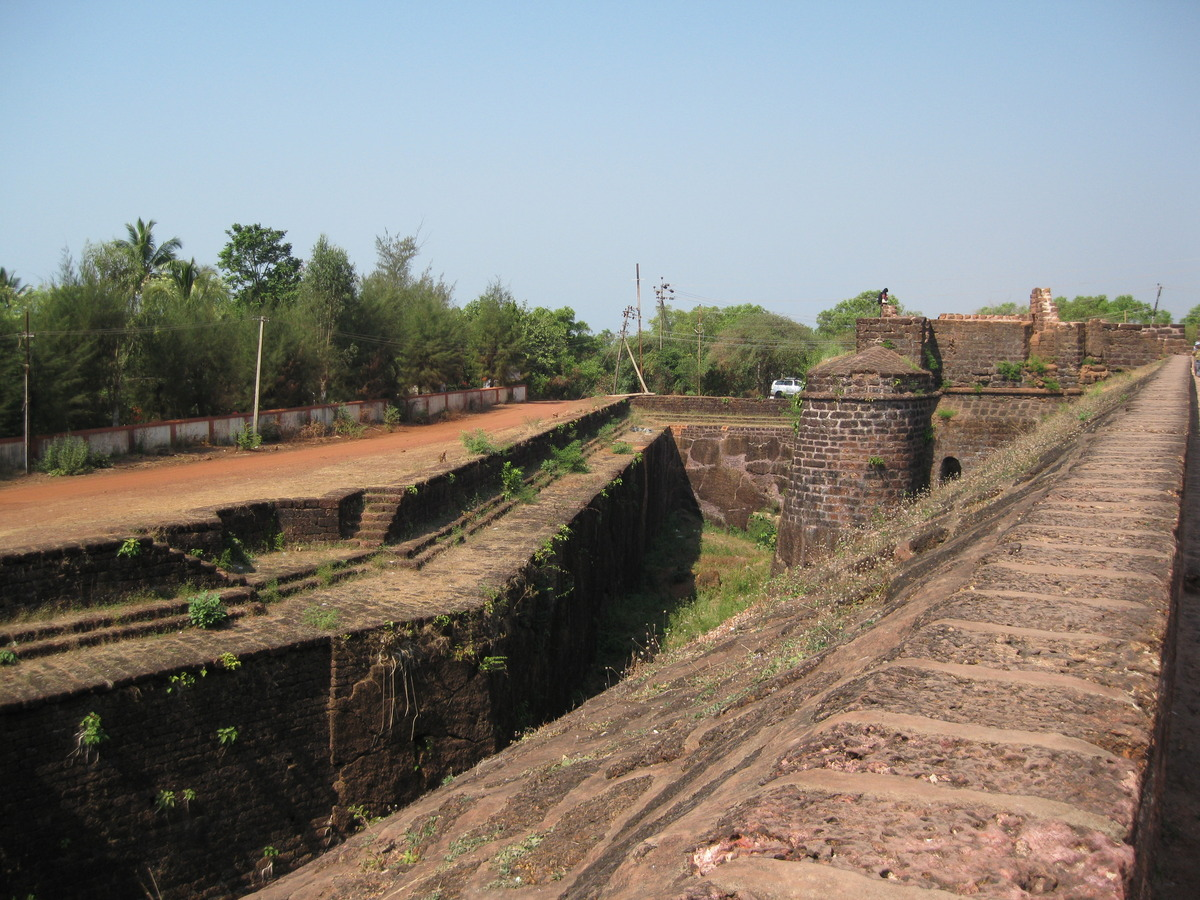
Vista del camino cubierto desde una cortina de la fortaleza de Aguada.

El camino cubierto tenía la  función de vigilancia  y defensa perimetral de la plaza; y para ello, tenía a lo largo una «banqueta», desde la cual la guarnición podía hacer fuego por encima de la explanada o glacis, que le servía de parapeto. A su vez estaba dominado por los baluartes y las cortinas de la fortificación, desde los que se podía hacer fuego sobre él.
En los puntos del camino cubierto, donde desembocaban las puertas de la plaza, se dejaba un espacio triangular llamado plaza de armas. Posteriormente se construyeron plazas de armas delante de todas las cortinas.